# Acetátová vlákna
Acetátová vlákna

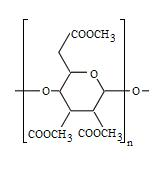
Chemické složení triacetátu

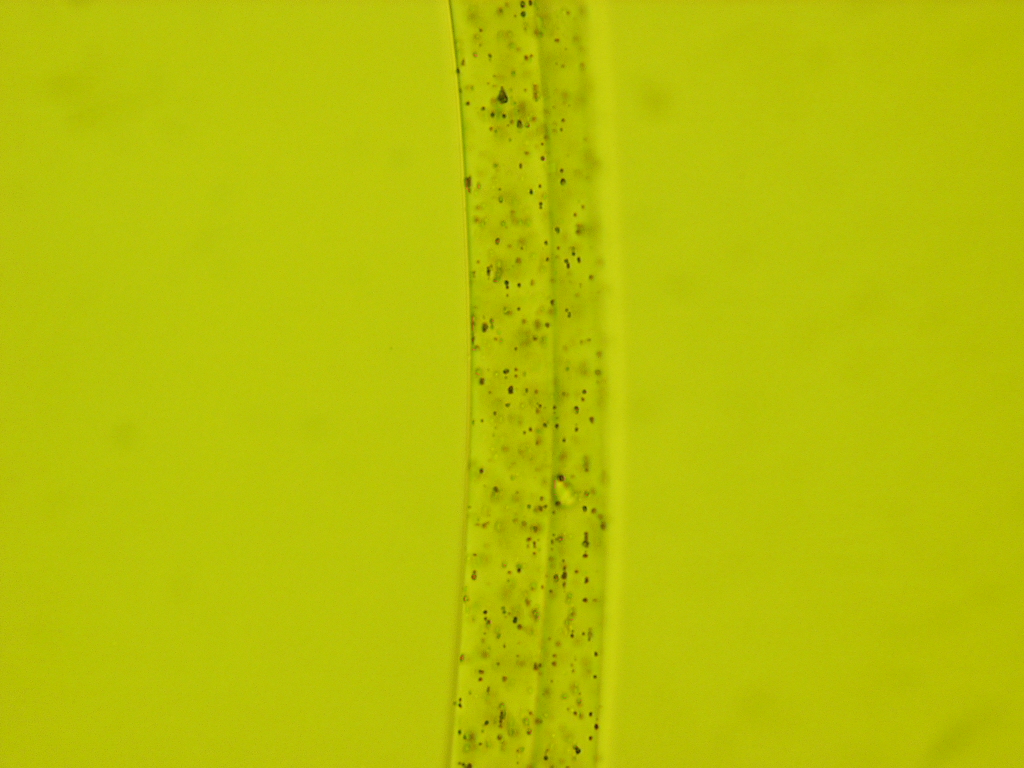
Acetátové vlákno 40x zvětšené

(mezinárodní zkratka CA) jsou výrobky z vysoce kvalitní celulózy, často z linters (velmi krátká bavlněná vlákna). Materiál je nejmladší ze skupiny vláken z regenerované celulózy.

## Výroba
Základem výrobního postupu je přeměna sloučeniny celulózy s kyselinou octovou na acetátovou celulózu, tj. v principu vyvářka buničiny pod tlakem v sodném louhu (cca 8 hodin) a acetylace (20 hodin). 
Roztok se zpracovává suchým zvlákňováním. Po průchodu vlákenné hmoty spřádací tryskou se aceton vypaří, vlákno se dlouží na cca dvojnásobnou délku, filament se odvádí v jemnostech 1,7-8 dtex.
Většina vláken pro oděvní textilie se vyrábí jako filament, který pak se často tvaruje nepravým zákrutem. Odváděcí rychlost může dosáhnout až 1000 m/min. Stříž se vyrábí řezáním svazku zkadeřených filamentů.
Podle obsahu kyseliny octové se rozlišují dva druhy vlákna:
- Diacetát (zvaný také 2,5 acetát nebo jen acetát) s obsahem 54–55 % kyseliny octové
- Triacetát s 61,5 % kyseliny octové
  - Celulóza s obsahem >95 % tzv. α-celulózy (nerozpustná při 20 °C v 17,5% roztoku NaOH (hydroxidu sodného) se nechá nabobtnat v ledové kyselině octové CH3COOH.
  - Acetylace acetanhydridem (anhydrid kyseliny octové (CH3CO)2O) za přítomnosti katalyzátoru (H2SO4) v rozpouštědle (nejčastěji kyselina octová CH3COOH nebo dichlormethan CH2Cl2).[3]

### Z historie acetátových vláken
V roce 1865 vyrobil Francouz Schützenberger laboratorně první acetát celulózy, v roce 1921 bylo v Anglii v provozu zařízení na denní výrobu 500 tun acetátu a v roce 1922 začala v USA u firmy Celanese průmyslová velkovýroba acetátového "hedvábí".
Spotřeba vláken měla na začátku 21. století klesající tendenci (asi na 600 kilotun ročně). V roce 2006 bylo ve světě instalováno 25 výrobních zařízení, celosvětová výroba se zvýšila, za rok 2020 se odhadovala na 900 kilotun, ze kterých se značná (blíže nedefinovaná) část používá na netextilní účely.

## Vlastnosti
Acetát je lehčí než přírodní hedvábí, kterému se vzhledem i omakem velmi podobá. Pevnost za sucha je oproti hedvábí asi poloviční (do 1,5 cN/dtex) a za mokra se snižuje o 20–30 %. Vlákno je podstatně levnější než přírodní hedvábí.
Tkaniny z acetátu se sotva mačkají a po vyprání jen nepatrně sráží.
Příze z acetátové stříže se měkkým omakem a malou mačkavostí podobají jemné vlně.
Triacetát má oproti diacetátu vyšší bod tání (může se prát při 70° a žehlit při 200 °C), poloviční bobtnavost (cca 3 %) a tím vyšší tvarovou stálost. Tkaniny se nechají velmi dobře natrvalo plisovat.

## Použití
Buďto jako 100% acetát, nebo ve směsi s polyamidem nebo polyesterem na dámské svrchní ošacení, podšívky, kravaty.
Z Triacetátu se vyrábí také filmové pásy.
Technické textilie: cigaretové filtry, elektroizolace.
K nejznámějším výrobcům patří (v roce 2022): Celanese, USA (Blue Ridge™) Cerdia, Švýcarsko (Cerdia™), Daicel, Japonsko (CAFBLO™)

## Galerie acetátových tkanin

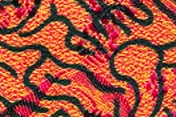
Leptový tisk na směsi z viskózových a acetátových filamentů
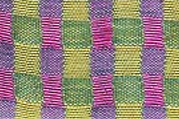
Směs přírodního hedvábí s viskózovými a acetátovými filamenty
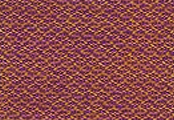
Směs  šapé s acetátovými filamenty
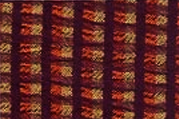
Směs vlna/hedvábí/viskózové a acetátové filamenty
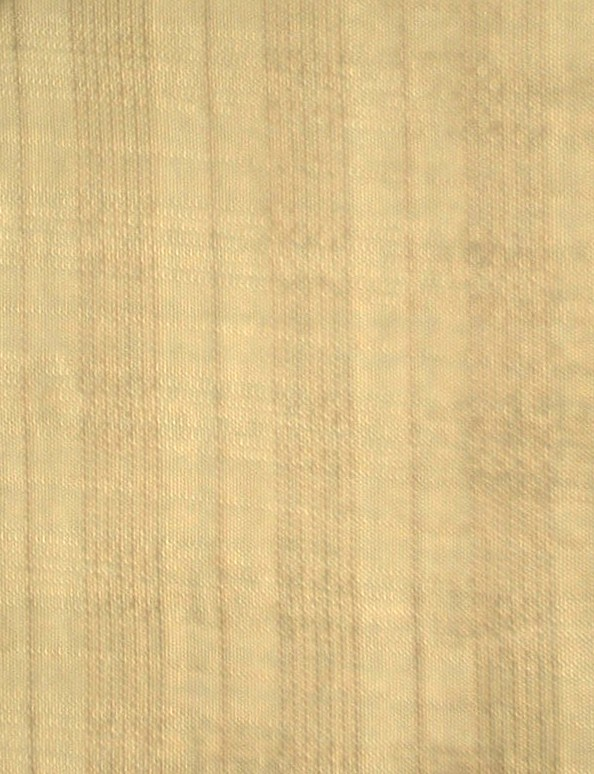
Podšívka ze směsi acetát/viskóza (53/47%)